# Tízezer Füst Völgye

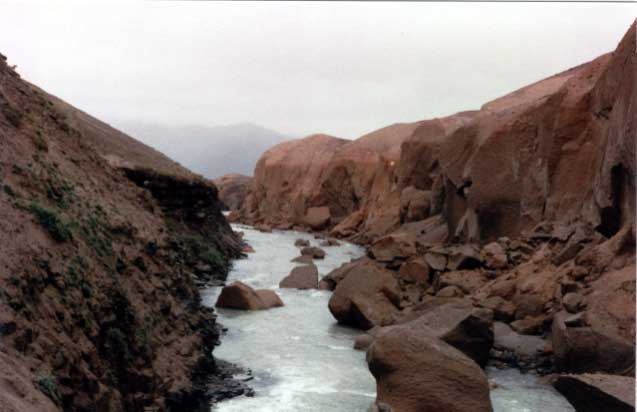
A Lethe folyó

 A Tízezer Füst Völgye (angolul Valley of Ten Thousand Smokes) az alaszkai Katmai Nemzeti Parkban található völgy, amelyet a Novarupta tűzhányó kitörése 1912. június 6-8. között vulkáni hamuval töltött meg. A kitörést követően fumarolák ezrei eregettek füstöt a völgyben. A völgy névadója Robert F. Griggs volt, aki a National Geographic Society számára 1916-ban a kitörés utóéletét kutatta. Griggs így írt: „A teljes völgyben, ameddig csak a szem látott, százával, vagy ezrével – vagy inkább tízezrével – kanyarogtak felfelé a füstoszlopok a töredezett alapzatból.”
A kilökött anyagot tekintve az 1912-es a 20. század leghatalmasabb kitörése volt, mintegy 13 km3 anyagot hozott a felszínre. A Novarupta 14 nagy földrengést okozott, a Richter-skála szerinti 6-os és 7-es erősségűeket – ekkora energia felszabadulásáról vulkáni kitörés során korábbról nem tudunk –, és több mint száz kisebb rengést. A kitörést követően a Katmai hegy csúcsa összeomlott, mintegy 1200 méterrel került lejjebb a központi kalderába. (A Katmai rétegvulkán, amelyet lávafolyások és piroklasztikus kőzet váltakozó rétegei alakítottak ki.)
A hamuval megtöltött völgy 104 km2 területet foglal el, mélysége 210 méterig váltakozik. A Lethe folyó helyenként mély kanyonokat vágott a völgybe, amelyekben jól látszik a vulkáni hamu rétegződése. Ahogy  a hamu kihűlt, a fumarolák jórésze eltűnt, és már nem tölti meg hamu a völgyet.
A környező dombokon még mindig megfigyelhetők a vulkáni aktivitás jelei. A Katmai legutóbb 1927-ben tört ki, de 2003-ban is figyeltek meg vulkáni jelenségeket. Az Alaszkai Vulkánobszervatórium továbbra is figyelemmel kíséri a Katmait és annak 15 kilométeres körzetében lévő másik négy sztratovulkánt.